# Kerkhof van Hollain
Het Kerkhof van Hollain is een gemeentelijke begraafplaats in het Belgische dorp Hollain, een deelgemeente van Brunehaut en ligt in het dorpscentrum rond de Sint-Martinuskerk. Het kerkhof is omgeven door een natuurstenen muur die aan de straatzijde is afgewerkt door ronde zuiltjes met kegelvormige top.
Rechts van de toegang ligt een perk met een gedenkzuil en de graven van 17 Belgische militaire en burgerlijke slachtoffers uit de Tweede Wereldoorlog. Zij stierven als krijgsgevangene in Duitsland, door een bombardement op 27 mei 1940 of werden gefusilleerd.

## Britse oorlogsgraven
In de zuidoostelijke hoek van het kerkhof ligt een perk met 41 Britse militaire graven, waaronder 7 niet geïdentificeerde, uit de Tweede Wereldoorlog. Eind mei 1940 werd hevige strijd geleverd bij de achterhoede van het Britse Expeditieleger (BEF) tegen het oprukkende Duitse leger om de terugtrekking naar Duinkerke veilig te stellen. Alle hier begraven slachtoffers kwamen om bij de gevechten die aan de rand van het dorp en aan de nabijgelegen Schelde plaatsvonden.
De graven worden onderhouden door de Commonwealth War Graves Commission en staan er geregistreerd onder Hollain Churchyard.